# Andrej Hoteev
Andrej Hoteev (russisk:Андрей Иванoвич Хотеев tr. Andrej Ivanovitj Khotejev, født 2. december 1946 i Leningrad, Sovjetunionen, død 28. november 2021) var en russisk klassisk koncertpianist med international karriere. Han levede en stor del af sit liv i Tyskland.[kilde mangler]
Andrej Hoteev studerede klaver på Sankt Petersborg Konservatorium hos Nathan Perelman og senere på Moskva musikkonservatorium hos Lev Naumov. Han spillede i London, Amsterdam, Paris, Madrid, Berlin, Moskva og Bruxelles. Han havde et meget stort repertoire, men er mest kendt for sin indspilning af samtlige Klaverkoncerter af Tjajkovskij.

## Diskografi

### CDs
- Tchaikovsky: Piano Concert No. 3/Dumka 1993, Accord
- Tchaikovsky: The four piano concertos, Hungarian Gypsy Melodies, Allegro c-moll in original version. 3 CDs, 1998, KOCH-Schwann[6]
- Russian songs: Rachmaninoff: 10 songs; Mussorgsky: Songs and Dances of Death; Scriabin:Piano Sonata No. 9 Black Mass with Anja Silja, soprano. Recording: Berlin, Jesus Christus Kirche, 2009, Sony/RCA Red Seal Records
- Tchaikovsky/Rachmaninoff: Sleeping Beauty/Dornröschen. Great Ballet-Suite for piano for four hands. Andrej Hoteev and Olga Hoteeva, piano. 2012, NCA
- “Pure Mussorgsky”: Pictures at an Exhibition & Songs and Dances of Death - played from the original manuscripts; Andrej Hoteev(piano) and Elena Pankratova(soprano). Berlin classics / Edel 2014[7]
- Wagner„Declarations of Love. Complete piano works and piano songs for Mathilde and Cosima :“Wesendonck- Sonata” Piano Sonata in a flat WWV 85 – “Sleepless”Music Letter for piano in G - “Schmachtend”Piano Elegie for Cosima in A-flat - Wesendonck-Lieder 1. Version,1857/58 - “Vier weiße Lieder“,1868. Andrej Hoteev, piano; Maria Bulgakova, soprano Hänssler Classic HC16058 2017 [8]
- „Tchaikovsky.The Seasons & Dumka“:" The Seasons,12 characteristic scenes” op. 37bis and „Dumka“ op.59. Andrej Hoteev (piano) Profil-Edition Günter Hänssler PH18088 2019 [9]

### DVDer
- Mussorgsky: Pictures at an Exhibition, 2001
- Sergei Prokofiev| Piano Sonata No. 6. (Op. 82), 2003